# Storbergetjärnen
Storbergetjärnen är en sjö i Ragunda kommun i Jämtland och ingår i Indalsälvens huvudavrinningsområde. Sjön har en area på 0,106 kvadratkilometer och ligger 303,1 meter över havet.

## Delavrinningsområde
Storbergetjärnen ingår i det delavrinningsområde (701755-152409) som SMHI kallar för Ovan Hälsjöbäcken. Medelhöjden är 351 meter över havet och ytan är 10,45 kvadratkilometer. Räknas de 8 avrinningsområdena uppströms in blir den ackumulerade arean 149,42 kvadratkilometer. Hälan (Lövåsån) som avvattnar avrinningsområdet har biflödesordning 2, vilket innebär att vattnet flödar genom totalt 2 vattendrag innan det når havet efter 128 kilometer. Avrinningsområdet består mestadels av skog (67 procent) och sankmarker (17 procent). Avrinningsområdet har 0,11 kvadratkilometer vattenytor vilket ger det en sjöprocent på 1 procent.